# Mahéru
Mahéru és un municipi francès situat al departament de l'Orne i a la regió de Normandia. L'any 2007 tenia 254 habitants.

## Demografia

### Població
El 2007 la població de fet de Mahéru era de 254 persones. Hi havia 100 famílies de les quals 28 eren unipersonals (16 homes vivint sols i 12 dones vivint soles), 32 parelles sense fills, 28 parelles amb fills i 12 famílies monoparentals amb fills.
La població ha evolucionat segons el següent gràfic:
Habitants censats

### Habitatges
El 2007 hi havia 192 habitatges, 105 eren l'habitatge principal de la família, 68 eren segones residències i 19 estaven desocupats. 185 eren cases i 4 eren apartaments. Dels 105 habitatges principals, 83 estaven ocupats pels seus propietaris, 20 estaven llogats i ocupats pels llogaters i 2 estaven cedits a títol gratuït; 1 tenia una cambra, 8 en tenien dues, 18 en tenien tres, 26 en tenien quatre i 52 en tenien cinc o més. 69 habitatges disposaven pel capbaix d'una plaça de pàrquing. A 55 habitatges hi havia un automòbil i a 42 n'hi havia dos o més.

### Piràmide de població
La piràmide de població per edats i sexe el 2009 era:
| Homes | Edats   | Dones |
| ----- | ------- | ----- |
| 0     | 95 o +  | 0     |
| 0     | 90 a 94 | 0     |
| 0     | 85 a 89 | 4     |
| 8     | 80 a 84 | 4     |
| 4     | 75 a 79 | 8     |
| 4     | 70 a 74 | 12    |
| 4     | 65 a 69 | 4     |
| 12    | 60 a 64 | 4     |
| 8     | 55 a 59 | 8     |
| 4     | 50 a 54 | 8     |
| 4     | 45 a 49 | 8     |
| 16    | 40 a 44 | 4     |
| 12    | 35 a 39 | 8     |
| 12    | 30 a 34 | 0     |
| 0     | 25 a 29 | 8     |
| 8     | 20 a 24 | 8     |
| 4     | 15 a 19 | 28    |
| 8     | 10 a 14 | 4     |
| 8     | 5 a 9   | 8     |
| 8     | 0 a 4   | 0     |

## Economia
El 2007 la població en edat de treballar era de 156 persones, 117 eren actives i 39 eren inactives. De les 117 persones actives 109 estaven ocupades (56 homes i 53 dones) i 8 estaven aturades (3 homes i 5 dones). De les 39 persones inactives 15 estaven jubilades, 9 estaven estudiant i 15 estaven classificades com a «altres inactius».

### Ingressos
El 2009 a Mahéru hi havia 106 unitats fiscals que integraven 267,5 persones, la mediana anual d'ingressos fiscals per persona era de 15.282 €.

### Activitats econòmiques
Dels 7 establiments que hi havia el 2007, 2 eren d'empreses de construcció, 1 d'una empresa d'hostatgeria i restauració, 2 d'empreses immobiliàries i 2 d'empreses de serveis.
Dels 4 establiments de servei als particulars que hi havia el 2009, 1 era una fusteria, 1 electricista i 2 agències immobiliàries.
L'any 2000 a Mahéru hi havia 23 explotacions agrícoles que ocupaven un total de 1.196 hectàrees.

## Poblacions més properes
El següent diagrama mostra les poblacions més properes.